# UNITEC-1

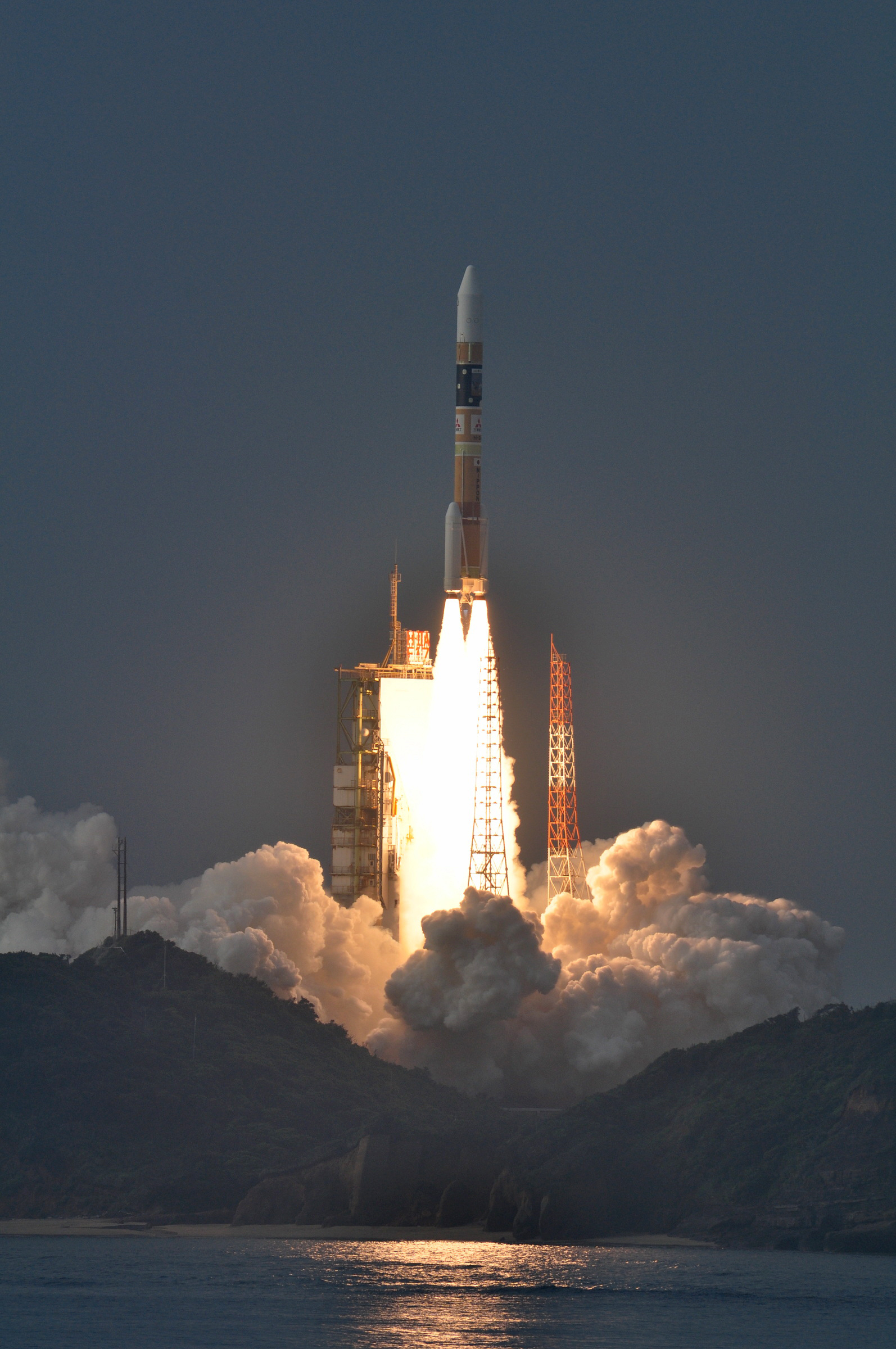
H-IIA17号機によるUNITEC-1の打ち上げ

UNITEC-1（UNISEC Technology Experiment Carrier 1）は、日本の大学宇宙工学コンソーシアム（UNISEC）による宇宙機。愛称は「しんえん」。金星へのフライバイを計画し、地球の重力圏を離脱する世界初の民間宇宙機である。
2010年5月21日に種子島宇宙センターから打ち上げられ、同日に電波を受信して以降通信途絶し、11月末に距離5,500万kmの受信限界に達した。

## 計画
2008年JAXAが金星探査機「あかつき（当初はPLANET-Cと呼ばれていた）」の相乗り衛星を募集した。これによって民間宇宙機が金星行きを選択することが可能になったが、距離的な問題で超小型衛星では通信を行うことすら困難になってしまい、観測などの本格的な科学ミッションはまず不可能であった。さらに打ち上げが2010年に予定されており、開発期間も非常に限られていた。こうした制約の中、機体内部で各大学が開発したオンボードコンピュータ(UOBC)をコンペ形式で耐宇宙環境性能試験を行う計画が立てられた。
複数の大学・高専がこの計画に参加を表明し、予選会として耐真空、耐熱、耐振動試験が2009年夏に行われた。その結果、電気通信大学、東京理科大学、北海道工業大学、高知工科大学、東北大学、慶應義塾大学の6台が選ばれた。これらがUNITEC-1（しんえん）に搭載され、6台のうち1台ずつ定期的に起動し、企業が開発した信頼性の高いメイン・オンボードコンピュータ(MOBC)から送られてくるコマンドの解釈が出来ているか、また決められたパターンで正確にデータの送受信ができているか、をMOBCによって試験されその結果が地上に送られる。
MOBCからUOBCへ渡されるデータには搭載カメラおよび放射線の計測データが含まれる。各UOBCによる生き残り競争を利用して、カメラの映像から本機の姿勢を計算したり、科学観測を行うこともミッションの一部とされる。

### サクセスレベル
- ミニマムサクセス

UNISEC所属の各大学・高専が共同で衛星を開発し、試験結果の受信・解読に最低1回でも成功すること。
- フルサクセス

予測される3mアンテナでの通信可能期間、試験結果の受信・解読を行うこと。
- エクストラサクセス

フルサクセスからさらに2ヶ月を超えて、試験結果あるいは観測データの受信・解読を行うこと。

## 設計
UNITEC-1は約35cm角のキューブ型で機体の表面に太陽電池パネルが貼り付けられ、約25Wの電力を発生する。姿勢制御システムは搭載されておらず、全方向性アンテナを搭載。UNITEC-1は姿勢制御システムも展開システムも持たないので、電波が非常に弱い。そのため打ち上げ前からアマチュア無線コミュニティにも電波の受信・デコードの協力を求めている。

### 通信
- ダウンリンク（送信）[6]
  - Cバンド（5.8GHz、アマチュア無線）
  - FSK：1,200bps
  - ASK：1bps
  - 送信電力：9.6W（アンテナ1基 4.8W）
- アップリンク（受信）
  - VHFバンド（145MHz）
  - FSK：1,200bps

### 参加学校
UNITEC-1の開発は22の大学・高専によって行われた。太字は主担当校。
- マネジメントほか - 東京大学、北海道工業大学
- 通信系 - 鹿児島大学、創価大学、秋田大学
- 熱・構造系 - 北海道大学、津山高専、東北大学、九州大学、愛知工科大学
- 情報処理系 - 東京理科大学、電気通信大学、東海大学
- 電気系 - 大阪府立大学、香川大学、慶應義塾大学、都立産業技術高専、大阪府立工業高専
- 環境試験 - 九州工業大学
- ミッション系 - 高知工科大学
- 地上局系 - 秋田大学、東北大学

## 運用史
- 2008年11月、UOBCコンペが告知される[8]。
- 2009年8月10日から13日にかけて、九州工業大学にてUNITEC-1に搭載されるUOBCの選考会が行われ、秋田大学、香川大学、慶應義塾大学、高知工科大学、東海大学、東京工業大学、東京理科大学、東北大学、電気通信大学、北海道工業大学が参加し、東京理科大学、北海道工業大学、高知工科大学、東北大学、電気通信大学、慶應義塾大学のUOBCが搭載権を得た[4]。
- 2010年
  - 5月21日
    - 6時58分22秒(JST)、UNITEC-1は金星探査機「あかつき」の相乗り衛星としてH-IIAロケット17号機で打ち上げられた（当初予定は18日6時44分14秒(JST)だったが天候不順で延期）。なお、相乗り衛星は他にIKAROS、大学の衛星としてはNegai☆″、KSAT、Waseda-SAT2が同時に打ち上げられた。
    - 7時46分20秒、高度6,800km・速度8,800m/sでロケットから分離[3]。
    - 16時38分以降、UNITEC-1からの電波を受信し予定軌道への投入が確認された。これを受けてUNITEC-1の愛称「しんえん」が発表された[4]。このとき得られた電波状況も25日に追記の形で報告された[9]。

  - 5月22日 0時41分から1時01分、勝浦局で11回目の電波を受信するが、これを最後に通信途絶する[3]。
  - 5月26日の宇宙開発委員会では、同時に打ち上げたKSAT、Waseda-SAT2と共にUNITEC-1の信号が観測できない状態であることが報告された（KSATは後に信号確認されたが再び不明に、Waseda-SAT2は依然不明）。JAXAは今後発見される可能性は低いと見ている[10]が、UNITEC-1の公式ウェブサイトでは今後も引き続き有志による受信報告を募っている[11]。
  - 11月末、地球からの距離が受信限界の5,500万kmに達する[3]。

JAXAが8月2日に開催した第3回相乗り小型副衛星ワークショップによれば、最後に通信が成功した位置は地球から約27万kmの地点だったという。そのためヴァン・アレン帯の突破は成功したとされるが、信号が得られたのは衛星分離45分後の1回目のパスのみだった。またテレメトリの内容が本来の設計に外れたものだったことが分かっており、予想よりも低温に晒されたことで電力系に不具合が生じたと予想されている。ミニマムサクセスを目指してそのとき得られた断片的なデータの解析が続けられているが、解読は難航している。